# Blitar (Madukara)
Blitar is een bestuurslaag in het regentschap Banjarnegara van de provincie Midden-Java, Indonesië. Blitar telt 1683 inwoners (volkstelling 2010).